# Cyornis sanfordi
El papamoscas de Sanford (Cyornis sanfordi) es una especie de ave paseriforme de la familia Muscicapidae endémica de Célebes.

## Distribución y hábitat
Es endémica de las selvas montanas del norte de Célebes (Indonesia).

## Estado de conservación
Se encuentra amenazada por la pérdida de su hábitat natural.